# Synagoga Mordki Bendeta w Łodzi
Synagoga Mordki Bendeta w Łodzi – prywatny dom modlitwy znajdujący się w Łodzi przy ulicy Konstantynowskiej 46.
Synagoga została zbudowana w 1896 roku z inicjatywy Mordki Bendeta. Mogła ona pomieścić 30 osób. Podczas II wojny światowej hitlerowcy zdewastowali synagogę.